# Катастрофа Ан-2П близ Борового
Катастрофа Ан-2П близ Борового — авиационная катастрофа, произошедшая 24 мая 1974 года. Авиалайнер Ан-2П авиакомпании Аэрофлот, выполнявший рейс К-476 по маршруту Авангард — Кокчетав, врезался в гору после отклонения от трассы при полёте в сложных метеорологических условиях. Самолет был обнаружен на следующий день, западнее н/п Боровое в лесу на склоне горы Кокше (Синюха) (947 м) на отметке 850 м разрушенным и сгоревшим. Все находившиеся на борту 15 человек погибли, в том числе 2 члена экипажа.

## Самолёт
Ан-2П с бортовым номером СССР-70351 (заводской — 1G141-05, двигатель — К 1423684) был выпущен 27 сентября 1972 года и принадлежал Кокчетавскому авиаотряду Казахского управления гражданской авиации. К моменту катастрофы самолёт имел наработку в 1350 лётных часов.

## Катастрофа
Экипаж 303 летного отряда выполнял рейсы К-475/476 Кокчетав — Щучинск — Авангард — Чапаево — Павлодар и обратно. При подготовке к полету в а/п Павлодар экипаж получил прогноз погоды по маршруту и пункту посадки Чапаево с 10:35 по 15:00, предусматривавший: северная периферия циклона, облачность 5-10 баллов верхняя, средняя, 6-9 баллов слоисто-кучевая, кучево-дождевая 300—500 м, дождь, видимость 6-10 км, ветер 170—190° 30 км/ч, грозовое положение, умеренная болтанка. По пункту посадки а/п Кокчетав с 13:00 до 16:00 — 10 баллов средняя, 6-9 баллов слоисто-кучевая 200—300 м, дождь, видимость 6-10 км, кратковременно 3-5 км, ветер 50-70° 12-15 м/с порывы 18 м/с, слабая болтанка.
В 10:45 экипаж принял решение на вылет. Полет проходил в благоприятных метеоусловиях. Посадки производились в а/п Чапаево и Авангард. После посадки в а/п Авангард в 13:40 экипаж получил указание диспетчера МДП а/п Кокчетав следовать к ним напрямую, через контрольный ориентир Донское, без посадки в Щучинске в связи с ухудшением там погоды. Магнитный курс трассы на участке Авангард — Донское составляет 287°, после Донского — 272°.
Взлет был произведен в 13:52. На борту находились 12 взрослых пассажиров и 1 ребенок двух лет. В 13:58 экипаж установил связь с диспетчером МДП а/п Кокчетав и доложил о взлете и полете на безопасной высоте. Диспетчер дал команду доложить пролет Донского, экипаж подтвердил указание. В 14:18 экипаж доложил пролет Донского и сообщил расчетное время прибытия в а/п Кокчетав — 14:48. Диспетчер дал указание следовать на безопасной высоте и на удалении 50 км установить связь с диспетчером подхода. В дальнейшем экипаж больше на связь не выходил и на запросы не отвечал.
Самолет был обнаружен на следующий день, в 08:45, в 12,5 км южнее трассы, в 6 км западнее н/п Боровое в лесу на склоне горы Кокше (Синюха) высотой 947 м на отметке 850 м разрушенным и сгоревшим. Все находившиеся на борту погибли.
Выводы
Основной причиной катастрофы является нарушение экипажем требований НПП ГА-71, выразившееся в продолжении полета при встрече метеоусловий, не соответствующих ПВП, непринятии мер для выхода из опасного для полетов района с возвратом в пункт вылета или на запасной аэродром и незнании экипажем своего точного местонахождения.
Сопутствующими причинами являются:
1. неоправдавшийся прогноз погоды по маршруту полета;
2. пассивное руководство полетом со стороны диспетчера МДП;
3. низкий уровень организации летной работы в 303 ло, полетов на МВЛ и ПАНХ в Кокчетавском ОАО.